# Emisiones de gases de efecto invernadero procedentes de la agricultura

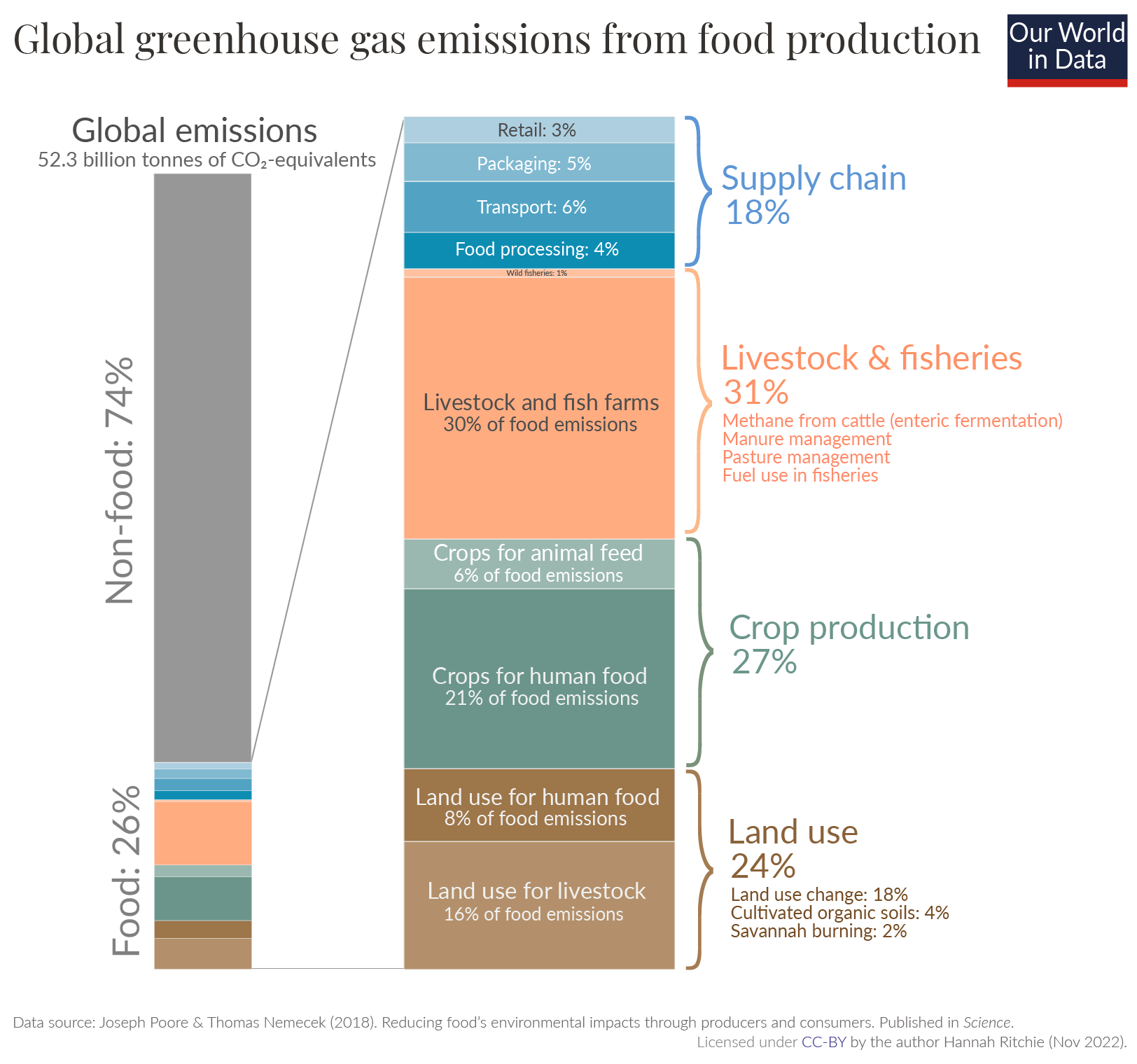
Una cuarta parte de las emisiones mundiales de gases de efecto invernadero provienen de la producción de comida y la agricultura.

Se  estima que entre un 13% y un 21% de las emisiones globales de gases de efecto invernadero a nivel global provienen de distintas actividades (sector agrícola, forestal y de uso de la tierra) de la agricultura. La agricultura contribuye al cambio climático de dos maneras. La primera es a través de emisiones directas de gases de efecto invernadero y la segunda mediante la conversión de tierras no agrícolas, como los bosques, en tierras agrícolas. Las emisiones de óxido nitroso y metano representan más de la mitad de las emisiones totales de gases de efecto invernadero procedentes de la agricultura.  La cría de animales es una fuente importante de emisiones.
El sistema agrícola es responsable de una cantidad significativa de emisiones de gases de efecto invernadero. Además de ser una de las industrias con mayor uso de suelo y consumo de combustibles fósiles, la agricultura contribuye directamente a las emisiones de gases de efecto invernadero a través de prácticas como la producción de arroz y la cría de ganado. Los sistemas digestivos de los animales de granja se pueden clasificar en dos categorías: monogástricos y rumiantes. El ganado que se cría para la producción de carne y lácteos es rumiante, y ocupa un lugar alto en emisiones de gases de efecto invernadero, los alimentos relacionados con cerdos y aves de corral producen menos emisiones. Los animales monogástricos tienen una mayor eficiencia de conversión alimenticia y producen menos metano. Los cultivos también pueden generar emisiones: la respiración de las plantas y del suelo produce CO2 que se reemite a la atmósfera en las últimas etapas del crecimiento de los cultivos, lo que provoca más emisiones de gases de efecto invernadero. La cantidad de gases de efecto invernadero producida durante la fabricación y uso de fertilizantes nitrogenados se estima en alrededor del 5% de las emisiones antropogénicas de gases de efecto invernadero. La forma más importante de reducir sus emisiones es utilizar menos fertilizantes y al mismo tiempo aumentar la eficiencia de su uso.
Hay muchas estrategias que pueden utilizarse para reducir las emisiones de gases de efecto invernadero en la agricultura. Esto se conoce como agricultura climáticamente inteligente. Algunas de estas estrategias incluyen fomentar una mayor eficiencia en la ganadería, que puede ser tanto en la gestión como en la tecnología; un proceso más eficaz de gestión del estiércol; una menor dependencia de los combustibles fósiles y de los recursos no renovables; una variación en la duración, el tiempo y el lugar en que los animales comen y beben; y un recorte tanto en la producción como en el consumo de alimentos de origen animal.

## Emisiones de gas de efecto invernadero por tipo
Las actividades agrícolas emiten los gases de efecto invernadero dióxido de carbono, metano y óxido nitroso.

### Emisiones de dióxido de carbono
Actividades como la labranza de los campos, la siembra y el envío de productos agrícolas producen emisiones de dióxido de carbono. Las emisiones de dióxido de carbono relacionadas con la agricultura representan alrededor del 11% de las emisiones mundiales de gases de efecto invernadero. Algunas  prácticas agrícolas como la reducción de la labranza, la uso de las tierras baldías, la devolución de los residuos de biomasa de los cultivos al suelo y el aumento del uso de cultivos de cobertura pueden reducir las emisiones de carbono.

### Emisiones de metano

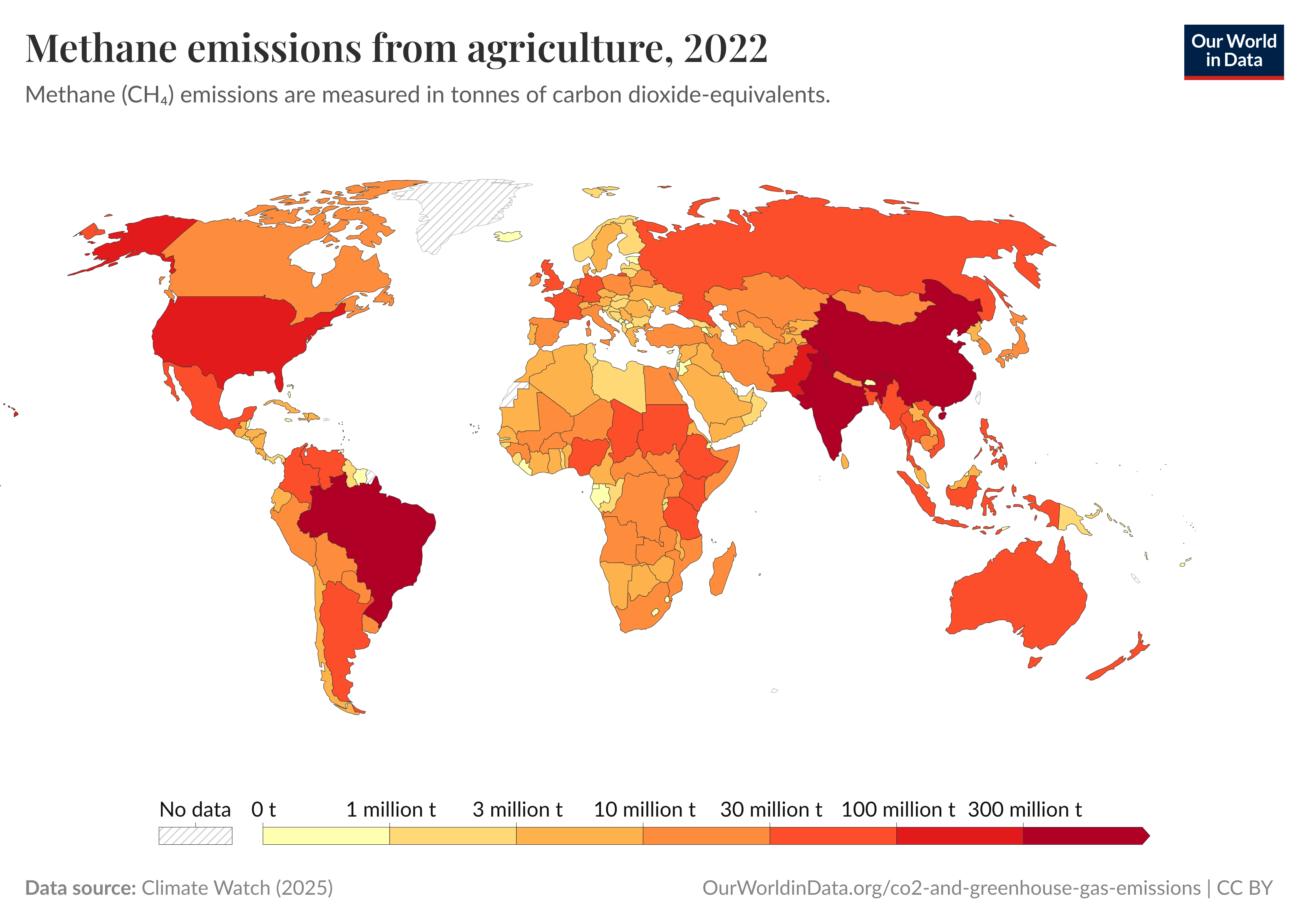
Emisiones de metano de la agricultura, 2019. Las emisiones de metano (CHa) se miden en toneladas de equivalentes de dióxido de carbono

Las emisiones de metano del ganado son el principal contribuyente a los gases de efecto invernadero agrícolas a nivel mundial. La ganadería es responsable del 14,5% del total de las emisiones antropogénicas de gases de efecto invernadero. Una sola vaca emitirá 100 kilos de metano al año. Aunque el tiempo de residencia del metano en la atmósfera es mucho más corto que el del dióxido de carbono, es 28 veces más eficaz atrapando el calor. El ganado no sólo contribuye a las emisiones nocivas, sino que también requiere mucha tierra y puede pastorear en exceso, lo que conduce a una calidad del suelo poco saludable y a una reducción de la diversidad de especies. Algunas formas de reducir las emisiones de metano incluyen cambiar a dietas ricas en plantas con menos carne, alimentar al ganado con alimentos más nutritivos, manejo del estiércol y compostaje.
El cultivo tradicional de arroz es la segunda mayor fuente agrícola de metano después de la ganadería, con un impacto de calentamiento a corto plazo equivalente a las emisiones de dióxido de carbono de toda la aviación. La participación del gobierno en la política agrícola es limitada debido a la alta demanda de productos agrícolas como maíz, trigo y leche. La iniciativa global contra el hambre y la seguridad alimentaria de la Agencia de los Estados Unidos para el Desarrollo Internacional (USAID), el proyecto Feed the Future, está abordando la pérdida y el desperdicio de alimentos. Al abordar la pérdida y el desperdicio de alimentos, también se aborda la mitigación de las emisiones de gases de efecto invernadero. Solo centrándose en los sistemas de producción de alimentos lácteos de 20 cadenas de valor en 12 países, la pérdida y el desperdicio de alimentos podrían reducirse entre un 4% y un 10%. Estas cifras son significativas y mitigarían las emisiones de gases de efecto invernadero sin alterar su capacidad de alimentar a la población.

### Emisiones de óxido nitroso

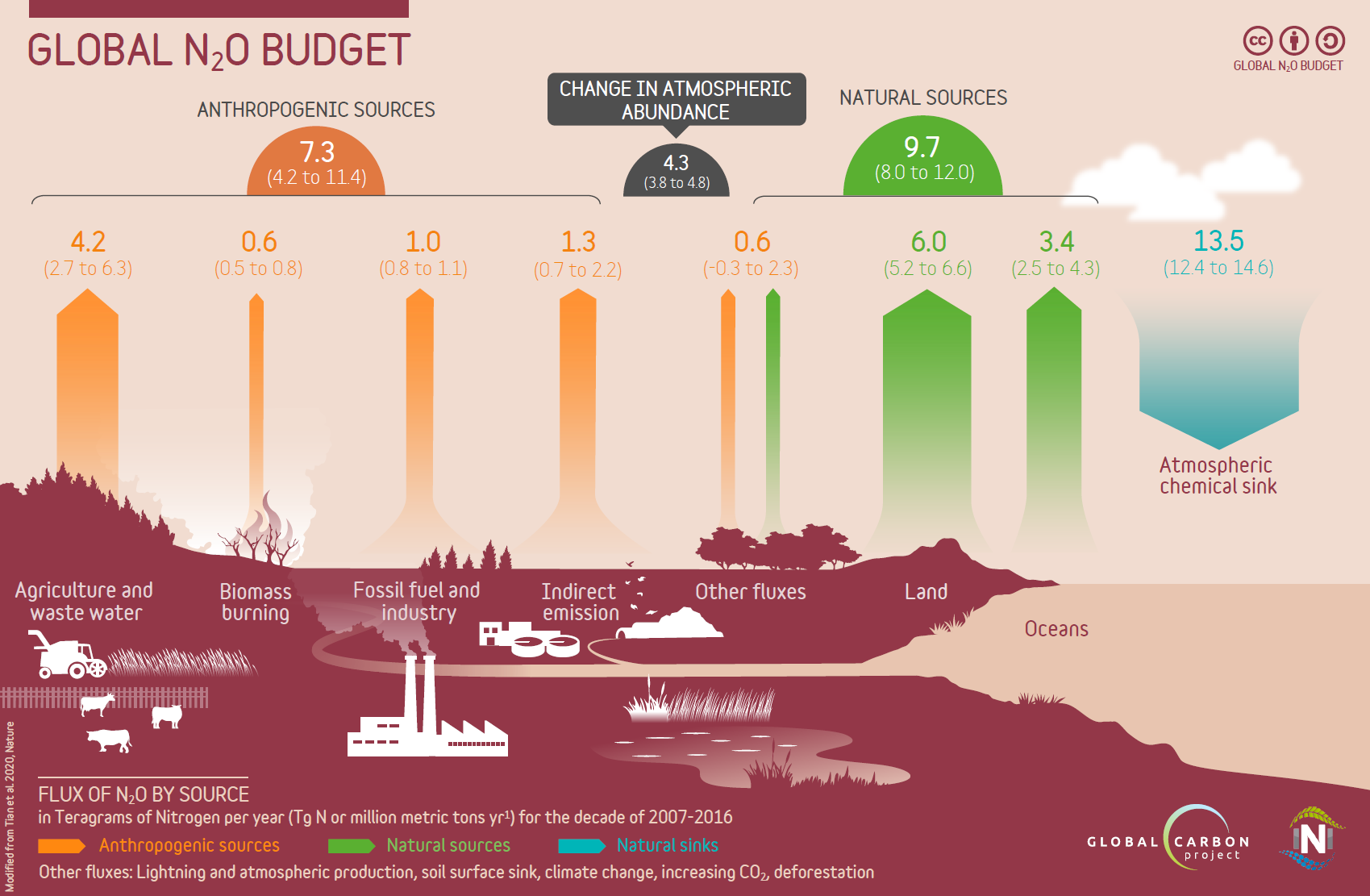
Presupuesto global de óxido nitroso.

Las emisiones de óxido nitroso provienen del mayor uso de fertilizantes sintéticos y orgánicos. Los fertilizantes aumentan el rendimiento de los cultivos y permiten que los cultivos crezcan a un ritmo más rápido. Las emisiones agrícolas de óxido nitroso representan el 6% de las emisiones de gases de efecto invernadero de Estados Unidos; su concentración ha aumentado un 30% desde 1980.  Si bien el 6% puede parecer una pequeña contribución, el óxido nitroso es 300 veces más efectivo para atrapar calor por kilo que el dióxido de carbono y tiene un tiempo de residencia de alrededor de 120 años. Diferentes prácticas de gestión, como la conservación del agua mediante riego por goteo, el seguimiento de los nutrientes del suelo para evitar la fertilización excesiva y el uso de cultivos de cobertura en lugar de la aplicación de fertilizantes, pueden ayudar a reducir las emisiones de óxido nitroso.

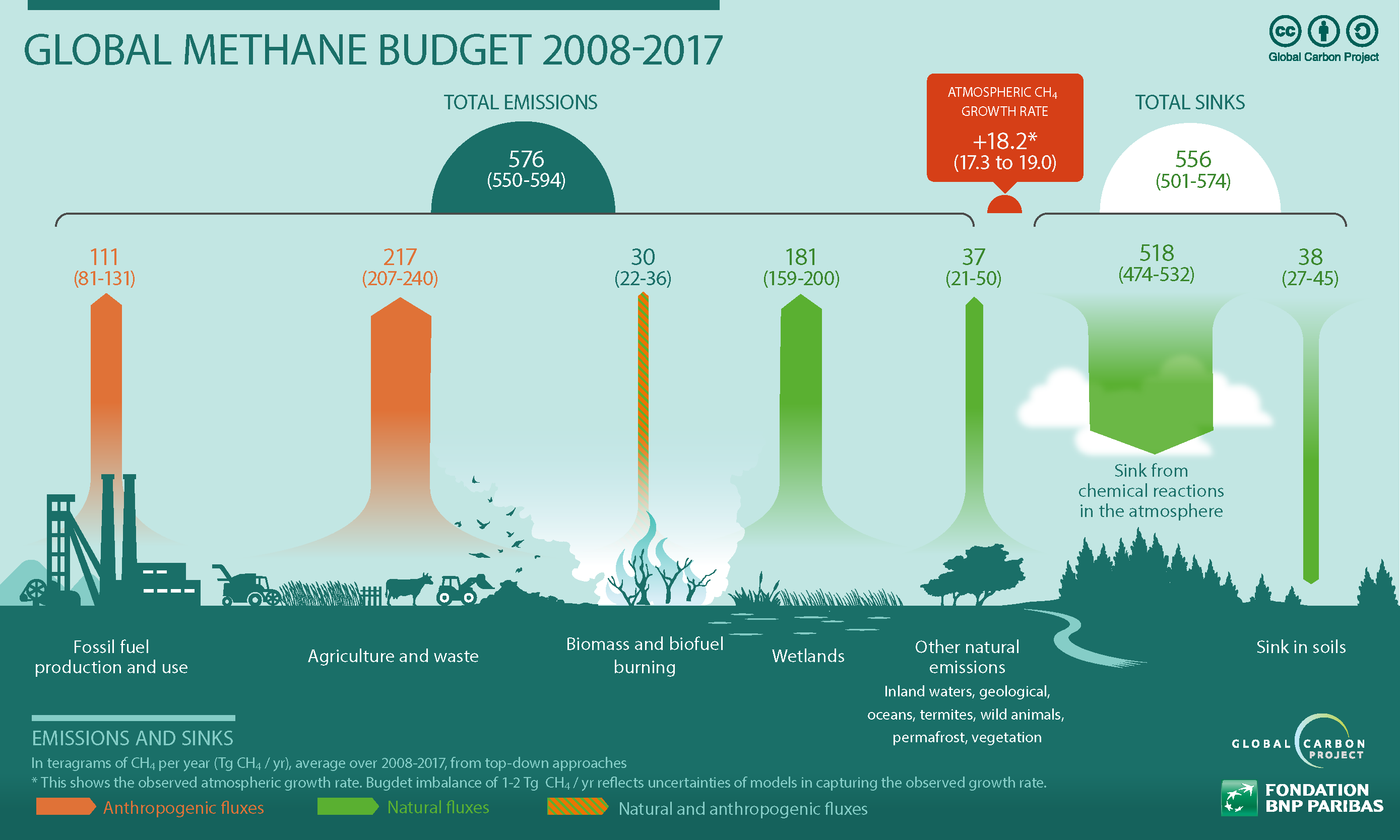
Presupuesto global de metano.

## Emisiones por tipo de actividad

### Cambios de uso del suelo

América Latina, el sudeste asiático, África y las islas del Pacífico han contribuido sustancialmente a las emisiones mediante el cambio de uso de la tierra. El área de los rectángulos muestra las emisiones totales de esa región.

Emisiones mundiales de gases de efecto invernadero a nivel agrícola por actividad

La agricultura contribuye al aumento de los gases de efecto invernadero a través del uso de la tierra de cuatro maneras principales:
- Emisiones de CO 2 vinculadas a la deforestación
- Emisiones de metano del cultivo de arroz
- Emisiones de metano por fermentación entérica en ganado
- Emisiones de óxido nitroso por la uso de fertilizantes

En conjunto, estos procesos agrícolas comprenden el 54% de las emisiones de metano, aproximadamente el 80% de las emisiones de óxido nitroso y prácticamente todas las emisiones de dióxido de carbono relacionadas con el uso de la tierra.
La cobertura del suelo ha cambiado considerablemente desde 1750, a medida que los humanos han deforestado las regiones templadas. Cuando se talan bosques y zonas boscosas para dejar espacio a campos y pastos, el albedo del área afectada aumenta, lo que puede provocar efectos de calentamiento o enfriamiento dependiendo de las condiciones locales.  La deforestación también afecta la reabsorción regional de carbono, lo que puede resultar en mayores concentraciones de CO 2, el gas de efecto invernadero dominante. Los métodos de limpieza de tierras, como la tala y quema, agravan estos efectos, ya que la quema de biomasa libera directamente al aire gases de efecto invernadero y partículas como el hollín. La deforestación de tierras puede destruir la esponja de carbono del suelo.

### Ganado

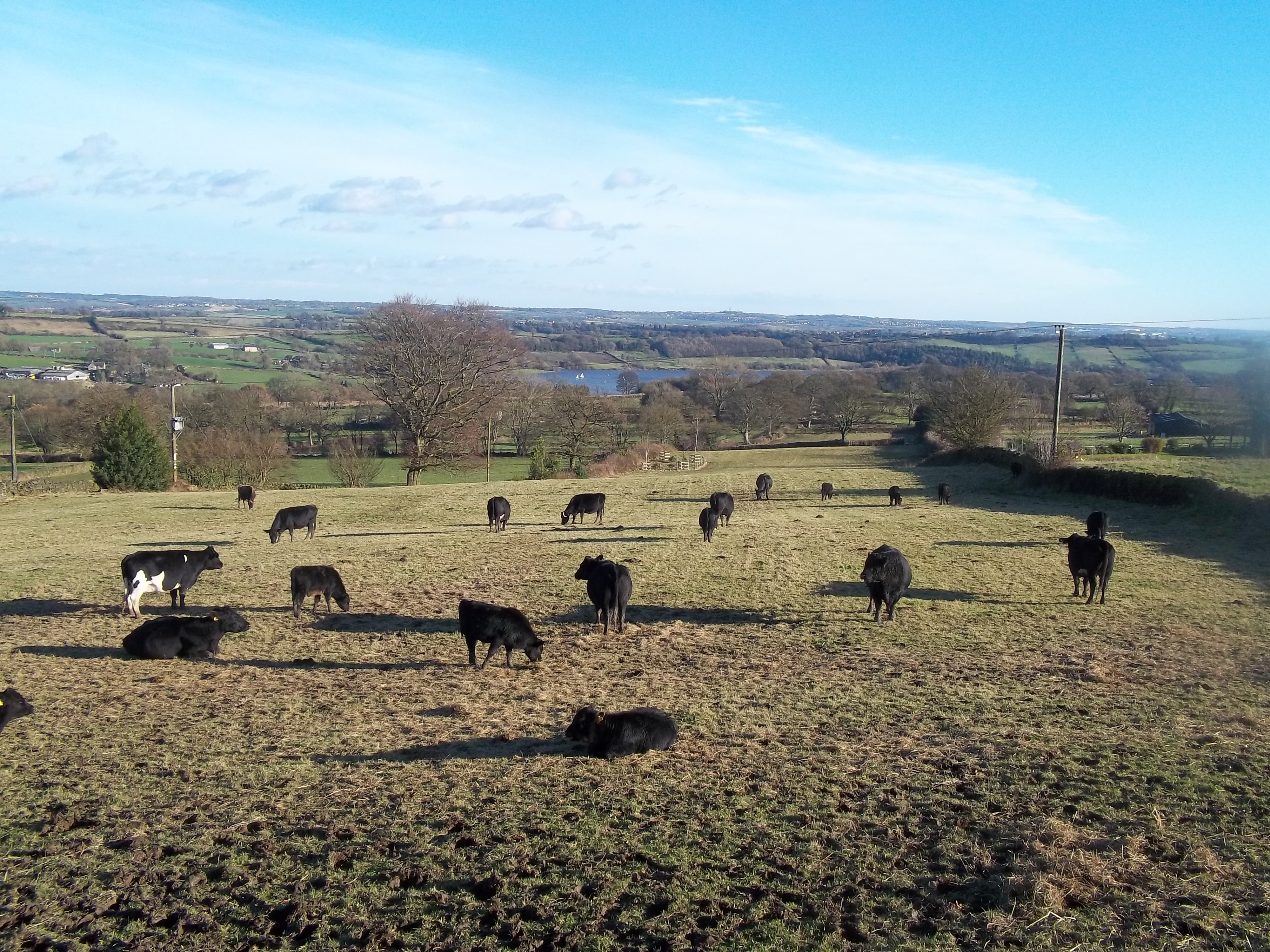
Explotaciones ganaderas donde el ganado emite metano.

La carne de ganado vacuno y ovino tiene la mayor intensidad de emisiones de entre todos los productos agrícolas.

La ganadería y sus actividades relacionadas, como la deforestación y las prácticas agrícolas que requieren cada vez más un uso intensivo de combustible, son responsables de más del 18% de las emisiones de gases de efecto invernadero antropogénicas, entre ellas:
- 9% de las emisiones globales de dióxido de carbono
- Entre el 35% y el 40% de las emisiones mundiales de metano (principalmente debido a la fermentación entérica y el estiércol)
- 64% de las emisiones globales de óxido nitroso (principalmente debido al uso de fertilizantes.[29])

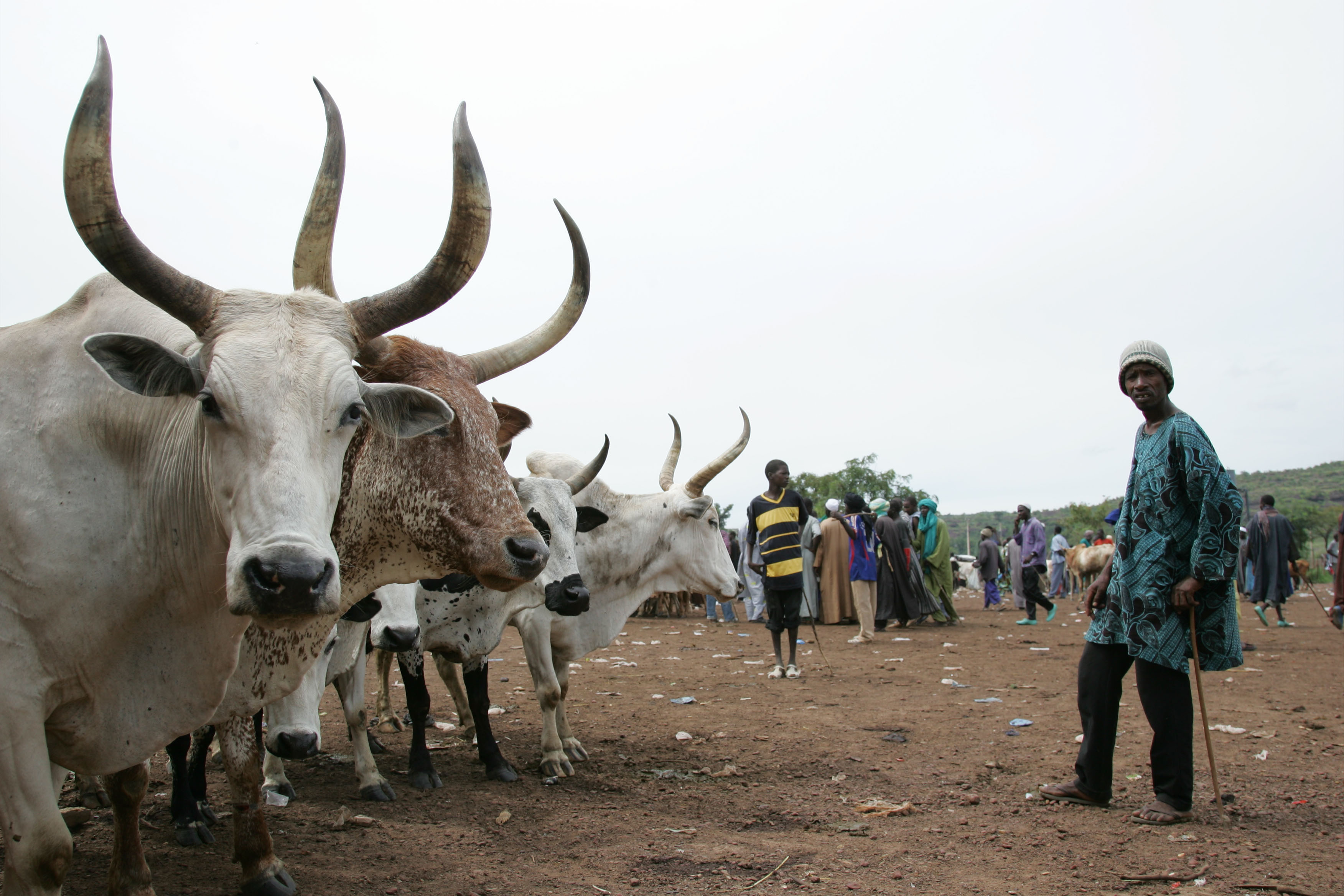
El mercado de ganado de Niamana

Las actividades ganaderas también contribuyen desproporcionadamente a los efectos del uso de la tierra, ya que cultivos como el maíz, la alfalfa y la soja se cultivan para alimentar a los animales.
En 2010, la fermentación entérica representó el 43% del total de emisiones de gases de efecto invernadero de toda la actividad agrícola en el mundo. La carne de rumiantes tiene una huella de carbono por cantidad de proteína más alta que otras carnes o fuentes vegetarianas de proteínas, según un metanálisis global de estudios de evaluación del ciclo de vida. Los pequeños rumiantes, como las ovejas y las cabras, aportan aproximadamente 475 millones de toneladas de dióxido de carbono equivalente a emisiones de gases de efecto invernadero (GEI), lo que constituye alrededor del 6,5% de las emisiones del sector agrícola mundial. La producción de metano por parte de animales, principalmente rumiantes, representa aproximadamente entre el 15% y el 20% de la producción mundial de metano. Actualmente se investiga sobre el uso de diversas especies de algas, en particular Asparegopsis armata, como aditivo alimentario para ayudar a reducir la producción de metano en rumiantes.
A nivel mundial, la producción ganadera ocupa el 70% de toda la tierra utilizada para la agricultura, o el 30% de la superficie terrestre de la Tierra. La forma en que se pastorea el ganado también afecta la futura fertilidad de la tierra. El pastoreo no circulante puede provocar suelos compactados y poco saludables. La expansión de las explotaciones ganaderas afecta a los hábitats de la fauna autóctona y provoca su declive. La reducción del consumo de carne y productos lácteos es un enfoque eficaz para reducir las emisiones de gases de efecto invernadero. Más de la mitad de los europeos (51%) encuestados en 2022 apoyan la reducción de la cantidad de carne y productos lácteos que la gente puede comprar para combatir el cambio climático; el 40% de los estadounidenses y el 73% de los chinos encuestados sintieron lo mismo.
El Instituto Ambiental de Estocolmo ha sugerido eliminar gradualmente los subsidios al ganado en una transición justa.

### Producción de fertilizantes
La cantidad de gases de efecto invernadero dióxido de carbono, metano y óxido nitroso producidos durante la fabricación y el uso de fertilizantes nitrogenados se estima en torno al 5% de las emisiones antropogénicas de gases de efecto invernadero. Un tercio se produce durante la producción y dos tercios durante el uso de fertilizantes. La forma más importante de reducir sus emisiones es utilizar menos fertilizantes. Según el Dr. André Cabrera Serrenho: "Somos increíblemente ineficaces en el uso de fertilizantes", "Utilizamos mucho más de lo que necesitamos". Las bacterias del suelo pueden convertir los fertilizantes nitrogenados en óxido nitroso, un gas de efecto invernadero. Las emisiones de óxido nitroso por parte de los seres humanos, la mayoría procedentes de los fertilizantes, entre 2007 y 2016 se han estimado en 7 millones de toneladas al año, lo que es incompatible con la limitación del calentamiento global por debajo de 2 °C.

## Estimaciones globales

Emisiones globales de gases de efecto invernadero atribuidas a diferentes sectores económicos a 2019. Tres cuartas partes de las emisiones se producen directamente, mientras que una cuarta parte se produce mediante la producción de electricidad y calor que sustenta al sector.

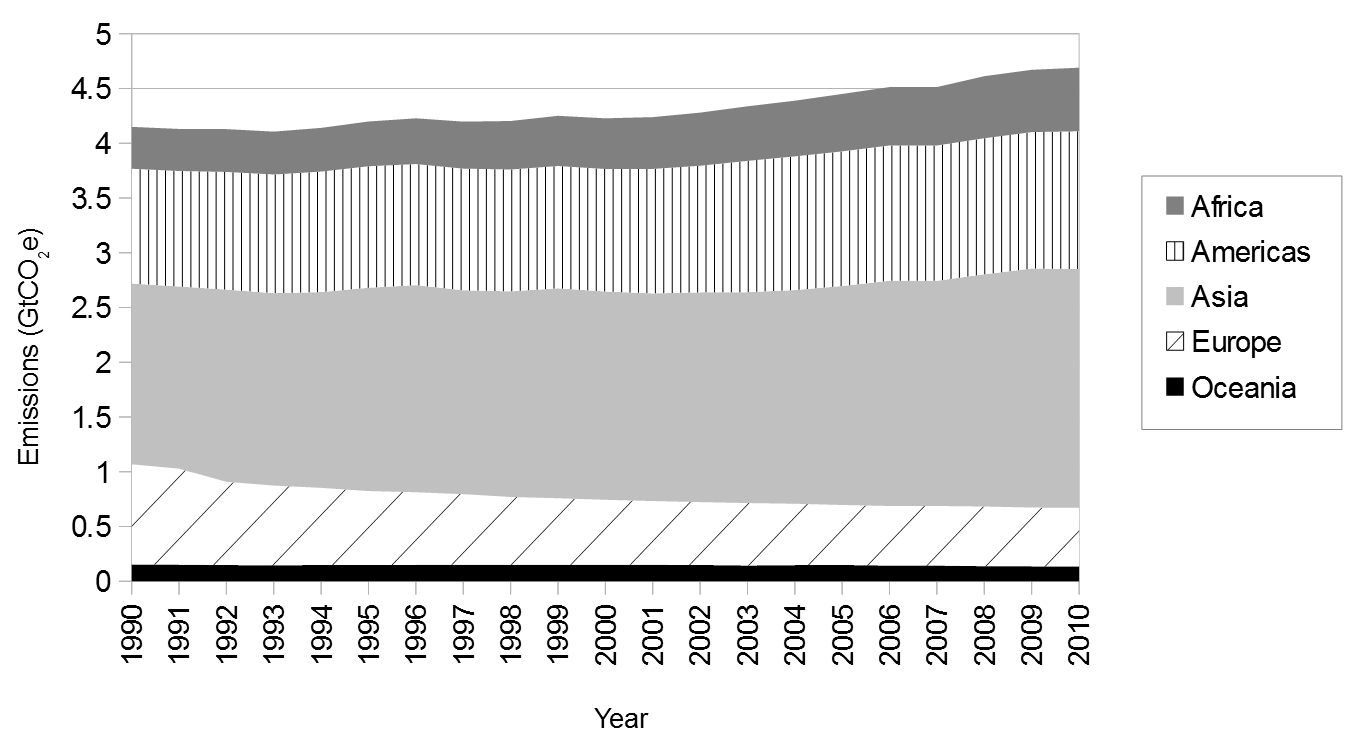
Emisiones de gases de efecto invernadero procedentes de la agricultura, por región, 1990-2010

Entre 2010 y 2019, la agricultura, la silvicultura y el uso de la tierra contribuyeron entre un 13% y un 21% a las emisiones mundiales de gases de efecto invernadero. El óxido nitroso y el metano representan más de la mitad de las emisiones totales de gases de efecto invernadero procedentes de la agricultura.
En 2020, se estimó que el sistema alimentario en su conjunto produjo el 37% de las emisiones totales de gases de efecto invernadero, y que esta cifra estaba en camino de aumentar entre un 30% y un 40% para 2050 debido al crecimiento de la población y al cambio en la dieta.

### Estimaciones anteriores
En 2010, se estimó que la agricultura, la silvicultura y el cambio de uso de suelo contribuyeron entre el 20% y el 25% de las emisiones anuales globales. : 383 

## Mitigación

### Países desarrollados
La agricultura a menudo no está incluida en los planes gubernamentales de reducción de emisiones. Por ejemplo, el sector agrícola está exento del régimen de comercio de derechos de emisión de la UE, que cubre alrededor del 40 % de las emisiones de gases de efecto invernadero de la UE.
Se han propuesto varias medidas de mitigación para su uso en países desarrollados:
- Cultivo de variedades más resilientes y diversificación de especies de cultivos
- Usar especies agroforestales mejoradas
- Captura y retención de lluvias y uso de prácticas de riego mejoradas
- Aumento de la cobertura forestal y agroforestería
- Cambio de dieta
- Uso de técnicas emergentes de recolección de agua (como la excavación de zanjas en contornos)

Una investigación realizada en Nueva Zelanda estimó que cambiar la producción agrícola hacia una dieta más saludable y al mismo tiempo reducir las emisiones de gases de efecto invernadero costaría aproximadamente el 1% de los ingresos por exportaciones del sector agrícola, un orden de magnitud menor que el ahorro estimado para el sistema de salud gracias a una dieta más saludable.

### Países en desarrollo
La agricultura es responsable de más de una cuarta parte del total de las emisiones mundiales de gases de efecto invernadero. Dado que la participación de la agricultura en el producto interno bruto (PIB) mundial es de alrededor del 4%, estas cifras sugieren que las actividades agrícolas producen altos niveles de gases de efecto invernadero. Las prácticas y tecnologías agrícolas innovadoras pueden desempeñar un papel en la mitigación y adaptación al cambio climático. Este potencial de adaptación y mitigación es más pronunciado en los países en desarrollo, donde la productividad agrícola sigue siendo baja; la pobreza, la vulnerabilidad y la inseguridad alimentaria siguen siendo elevadas; y se espera que los efectos directos del cambio climático sean especialmente severos. Crear las tecnologías agrícolas necesarias y aprovecharlas para permitir que los países en desarrollo adapten sus sistemas agrícolas al clima cambiante requerirá también innovaciones en políticas e instituciones. En este contexto, las instituciones y políticas pueden desempeñar un papel importante en múltiples escalas.
Los proyectos patrocinados por el Estado o por ONG pueden ayudar a los agricultores a ser más resilientes al cambio climático, como la infraestructura de riego que proporciona una fuente de agua confiable a medida que las lluvias se vuelven más erráticas. Los sistemas de captación de agua que recogen agua durante la temporada de lluvias para utilizarla durante los períodos secos también pueden utilizarse para mitigar los efectos del cambio climático. Algunos programas, como la Asociación de Cooperación para el Desarrollo Rural de Occidente (CDRO), un programa guatemalteco financiado por el gobierno de Estados Unidos hasta 2017, se centran en sistemas agroforestales y de monitoreo del clima para ayudar a los agricultores a adaptarse. La organización proporcionó a los residentes recursos para plantar cultivos nuevos y más adaptables junto con su maíz típico para proteger el maíz de temperaturas variables, heladas, etc. CDRO también instaló un sistema de monitoreo del clima para ayudar a predecir eventos climáticos extremos y enviaba mensajes de texto a los residentes. mensajes para advertirles sobre periodos de heladas, calor extremo, humedad o sequía.  Los proyectos centrados en riego, captación de agua, agrosilvicultura y monitoreo del clima pueden ayudar a los residentes centroamericanos a adaptarse al cambio climático.

### Metodologías existentes para captura de información para cálculo de Emisiones GEI
Todos los países deben elaborar sus inventarios de emisión de GEI, motivo por el cual el IPCC ha desarrollado un conjunto de guías metodologías o directrices las cuales describen metodologías y prácticas para realizar Inventarios Nacionales de Gases de Efecto Invernadero teniendo en cuenta los siguientes sectores: Energía, Procesos industriales y uso de productos (IPPU), Agricultura, silvicultura y otros usos de la tierra (AFOLU), Desechos y Otros.
Teniendo, en cuenta lo anterior, para el año 2006 el IPCC desarrolló una metodología genérica aplicable a múltiples categorías en este caso de uso de la tierra que permite estimar las Emisiones y absorciones de gases de efecto invernadero en el Sector AFOLU, la cual se pueden dividir en dos categorías generales: 1) métodos que se pueden aplicar de manera similar para todos los tipos de uso de la tierra (es decir, métodos genéricos para tierras forestales, tierras de cultivo, pastizales, humedales, asentamientos y otras tierras); y 2) métodos que sólo se aplican a un único uso de la tierra y que se aplican a los datos agregados a nivel nacional, sin especificarse el uso de la tierra.
Las guías metodológicas para la elaboración de inventarios de Emisiones y sumideros de GEI del IPCC, comprenden: las directrices de 1996, las buenas prácticas en la elaboración de los inventarios (versión 2000 y 2003) y las directrices del 2006. Estas metodologías se basan en cálculo de emisiones a partir de datos de actividad y factores de emisión para cada país o región. La estructura de las guías clasifica las Emisiones por categorías principales denominadas módulos, con sus respectivas subcategorías, para cada una de ellas (y en algunos casos para cada GEI) contemplan hasta tres niveles metodológicos para el cálculo de las emisiones que dependen del grado de detalle de la información disponible para realizar el cálculo.
El cálculo de las Emisiones de GEI debe realizarse de acuerdo a la disponibilidad de datos, es por esto que, a partir de las directrices y estándares internacionales, se tiene que el procedimiento para el cálculo de la huella de carbono a nivel sectorial, contiene los siguientes pasos:
1. Seleccionar los límites de análisis
2. Identificar y clasificar las fuentes de emisión GEI
3. Recolectar los datos y escoger los factores de emisión
4. Calcular la huella a nivel sectorial
5. Interpretar los resultados

Cálculo de la huella de carbono del sector agropecuario
Para calcular las Emisiones GEI de este sector esta metodología incluye la cría de animales y la producción de cultivos agrícolas y se asocian las siguientes fuentes de Emisión: Consumo de combustible fósiles, consumo de refrigerantes, consumo de energía eléctrica, fermentación entérica, manejo de estiércol, uso de fertilizante sintético y quemas de residuos agrícolas.
En este sector no se incluye la quema de sabanas, la cual está considerada en el Sector de Uso de Suelo, Cambio de Uso de Suelo y Silvicultura como quema de biomasa.
Otra herramienta que permite cuantificar los GEI generados en las diferentes etapas productivas, desde la preparación de suelos hasta la distribución es La Cool Farm Tool (CFT), la cual permite apoyar a los agricultores en sus decisiones dado que permite comprender las opciones de mitigación que se pueden implantar en sus sistemas productivos, además, fácil de manejar en comparación con otras herramientas complejas y privadas de acceso para los productores. Esta herramienta de cálculo se diseñó bajo los parámetros de la metodología PAS 2050 y GHG Protocol apoyadas en las normas ISO 14040 y 14044 sobre gestión ambiental y ACV de un producto, en la actualidad es controlada y actualizada por The Cool farm Alliance sede ubicada en el Reino Unido sin fines de lucro, la herramienta es libre para todo productor agrícola que desee conocer el cálculo de las Emisiones de GEI de su producción agrícola.
La calculadora cuenta con siete secciones de entrada, cada una en una hoja de cálculo de Excel, separadas de la siguiente manera: Información General, Manejo del Cultivo, Secuestro, Ganadería, Energía usada en campo Procesamiento primario, Transporte, Resultados y gráficos. Por lo anterior es clave mencionar que esta calculadora incluye todos los procesos de una finca bien sea producción de cultivos o ganadería
La metodología Cool Farm Tool se encuentra disponible para consulta en línea https://app.coolfarmtool.org/https://app.coolfarmtool.org/account/login/?next=/ la cual permite cuantificar los GEI del sector Agropecuario de forma más precisa e identificando fuentes de Emisión propias del Sector.